# Israele ai XXIII Giochi olimpici invernali
Israele h partecipato ai XXIII Giochi olimpici invernali, che si sono svolti dal 9 al 28 febbraio 2018 a PyeongChang in Corea del Sud, con una delegazione composta da 10 atleti.

## Pattinaggio di figura
Lo Stato di Israele ha qualificato nel pattinaggio di figura quattro atleti, tre uomini e una donna, in seguito ai Campionati mondiali di pattinaggio di figura 2017.
In seguito al 2017 CS Nebelhorn Trophy Israele ha qualificato altri due atleti, portando la delegazione del pattinaggio di figura ad un numero complessivo di sei atleti, quattro uomini e due donne.
| Gara     | Atleta                            | Programma corto | Programma corto | Programma libero | Programma libero | Totale | Totale    |
| Gara     | Atleta                            | Punti           | Posizione       | Punti            | Posizione        | Punti  | Posizione |
| -------- | --------------------------------- | --------------- | --------------- | ---------------- | ---------------- | ------ | --------- |
| Maschile | Alexei Bychenko                   |                 |                 |                  |                  |        |           |
| Maschile | Daniel Samohin                    |                 |                 |                  |                  |        |           |
| Coppia   | Paige Conners Evgeni Krasnopolski |                 |                 |                  |                  |        |           |
| Danza    | Adel Tankova Roland Zilberberg    |                 |                 |                  |                  |        |           |

## Short track
Israele ha qualificato nello short track un atleta.

### Uomini
| Gara   | Atleta              | Batterie | Batterie  | Quarti di finale | Quarti di finale | Semifinali | Semifinali | Finale | Finale    |
| Gara   | Atleta              | Tempo    | Posizione | Tempo            | Posizione        | Tempo      | Posizione  | Tempo  | Posizione |
| ------ | ------------------- | -------- | --------- | ---------------- | ---------------- | ---------- | ---------- | ------ | --------- |
| 500 m  | Quota non assegnata |          |           |                  |                  |            |            |        |           |
| 1000 m | Quota non assegnata |          |           |                  |                  |            |            |        |           |
| 1500 m | Quota non assegnata |          |           |                  |                  |            |            |        |           |

## Skeleton
Israele non aveva qualificato atleti nello skeleton. Tuttavia prenderà parte alla gara maschile a causa della rinuncia all'evento da parte della Svizzera.
| Gara             | Atleta       | 1ª manche | 2ª manche | 3ª manche | 4ª manche       | Totale  | Posizione |
| ---------------- | ------------ | --------- | --------- | --------- | --------------- | ------- | --------- |
| Singolo maschile | Adam Edelman | 52"48     | 52"43     | 52"35     | non qualificato | 2'37"26 | 28        |